# Arceuthobium azoricum
Arceuthobium azoricum är en sandelträdsväxtart som beskrevs av D. Wiens & F.G.Hawksworth. Arceuthobium azoricum ingår i släktet Arceuthobium och familjen sandelträdsväxter. Inga underarter finns listade i Catalogue of Life.